# 三國久美
三国 久美（みくに くみ）は、日本の看護学者。看護師。看護学博士（北海道医療大学）。北海道医療大学学長(2024年-)。生涯発達看護学(小児看護学)を北海道医療大学で講義。

## 経歴
千葉大学 看護学部卒業。1993年に東日本学園大学（現・北海道医療大学）大学院看護福祉学研究科博士課程修了。1993年に同看護福祉学部看護学科助手。1999年に北海道医療大学看護福祉学部看護学科専任講師。2005年3月に論題「第一子を育てている母親の育児ストレスとコーピング」で北海道医療大学にて看護学博士を取得。2005年4月に北海道医療大学看護福祉学部看護学科助教授。2007年に同看護福祉学部看護学科教授。2014年より北海道医療大学看護福祉学部看護学科長。2019年より北海道医療大学看護福祉学部第6代学部長。また、2024年4月付で北海道医療大学第8代学長に就任した。なお、北海道医療大学では、初の女性学長となった。

## 著書[4]
・『看護のための乳幼児精神保健入門』2008年6月　担当区分：分担執筆　担当範囲：地域で子育てをしている母親の思い　出版社・発行元：金剛出版
・『小児看護学概論』2017年1月　担当区分：分担執筆　担当範囲：第２章小児の病気・事故の予防と健康増進(p.58-73)　出版社・発行元：南江堂

## 論文[4]
・1996年3月『高齢者の外来受療行動に関する研究-レセプトからみた外来受療の継続性』　工藤禎子,三国久美,深山智代
・1997年4月『老人医療利用者の個別年間通院入院日数と入院回数に基づく在宅・入院累計：北海道自治体における調査より』　深山智代,三国久美,工藤禎子,丸山良子
・1999年『１歳６か月児健康診査における受け手の満足度と関連要因』　三国久美
・2000年『Joint Attentionの発達的変化と子どもの発達との関係』　三国久美
・2003年『1歳6か月児を持つ両親の育児ストレスとコーピングスタイル』　三国 久美,深山 智代,広瀬 たい子,工藤 禎子,桑原 ゆみ,篠木 絵理,草薙 美穂
・2003年9月『老人保健事業の参加状況と標準化死亡比（死因別），入院・入院外受診率の関連-北海道内市町村を対象として-』　深山智代,桑原ゆみ,工藤禎子,三国久美,森田智子
・2004年4月『住民主体型閉じこもり予防事業のボランティアが活動を通じて得ているもの』　保田玲子,工藤禎子,桑原ゆみ,三国久美,森田智子
・2006年『介護保険の居宅サービス利用者の生活満足感とその関連要因』　工藤禎子,三国久美,森田智子
・2014年3月『父親の育児参加を促すNICUスタッフの取り組みの実態』　川合美奈,三国久美,木浪智佳子,畑江郁子
・2016年7月『高等学校に勤務する養護教諭と一般教諭の小児がんに関する認識とがん体験者との関わり』　畑江郁子,木浪智佳子,三国久美,丸岡里香,川合美奈,澤田優美
・2018年3月『医療系総合大学の多職種連携教育が看護学生の多職種連携コンピテンシーに及ぼす効果』  川添恵理子,安部博史,三国久美,山田律子,石角麗華
・2018年12月『食物除去解除中の幼児が安全な日常生活を送るための母親の行動』　加藤 依子,三国 久美,畑江 郁子,木浪 智佳子
・2019年12月『食物アレルギーをもつ子どもが安全な日常生活を送るためのアレルギー外来の看護師による支援』　加藤 依子,川崎 ゆかり,三国 久美